# Stuart S. Antman
Stuart S. Antman (* 2. Juni 1939 in Brooklyn) ist ein US-amerikanischer Mathematiker, der sich mit Kontinuumsmechanik und Nichtlinearer Analysis beschäftigt.
Antman studierte am Rensselaer Polytechnic Institute (Bachelor 1961) und der University of Minnesota, wo er 1965 in Mechanik promoviert wurde (Dynamic theory of hyperelastic rods). Als Post-Doktorand war er am Courant Institute of Mathematical Sciences of New York University, wo er 1967 Assistant Professor und danach Associate Professor wurde. 1969/70 war er Gastwissenschaftler an der Universität Oxford. 1972 wurde er Professor für Mathematik an der University of Maryland in College Park. Seit 2001 ist er dort Distinguished University Professor. Er war unter anderem Gastprofessor in Bonn, Leipzig, Hongkong, der Heriot-Watt-University, der Brown University, der École Polytechnique in Paris, der Autonomen Universität Mexiko, der Universität Paris VI, der TU Darmstadt, der Universität Paris-Süd und der University of Wisconsin.
Er befasst sich mit nichtlinearen Gleichungen in der Kontinuumsmechanik (nichtlineare Elastizitätstheorie), Theorie von (visko-)elastischen Schalen und elastischen Säulen, Bifurkationen und Stabilitätstheorie nichtlinearer Differentialgleichungen.
1989 bis 1999 war er Herausgeber des Archive for Rational Mechanics and Analysis und seit 1996 des Journal of Elasticity.
1978/79 war er Guggenheim Fellow. 1987 erhielt er den Lester Randolph Ford Award. 1999 erhielt er den Theodore von Kármán Prize der SIAM, 1997 die David Alcaraz Medaille der Nationalen Autonomen Universität von Mexiko. Er ist Fellow der American Mathematical Society.

## Schriften
- Herausgeber mit Joseph B. Keller: Bifurcation theory and nonlinear eigenvalue problems (Courant Institute Lecturenotes 1967), Benjamin 1969 (darin von Antman: Equilibrium states of nonlinearly elastic rods)
- The theory of rods, in: Clifford Truesdell (Hrsg.): Mechanics of Solids II, Handbuch der Physik, Band IVa/2, Springer Verlag 1972, S. 641–703
- Nonlinear problems in elasticity, Springer Verlag, 1995, 2. Auflage 2005
- Nonlinear continuum physics, in: B. Engquist, W. Schmidt (Hrsg.): Mathematics Unlimited: 2001 and Beyond, Springer Verlag 2001